# محمد خليفة مسعود
محمد خليفة مسعود مرزوق (22 ديسمبر 1987) لاعب كرة قدم بحريني يلعب حاليا لصالح نادي الدرجة الأولى الرفاع الشرقي البحريني في مركز الوسط المهاجم من 2016.

## الإنجازات

### الرفاع
- الدوري البحريني الممتاز (1): 2014
- كأس الاتحاد البحريني (1): 2014